# Malo (latin rockband)
Malo is een Amerikaanse latin rock-formatie uit San Francisco. 

## Biografie

### Oorspronkelijke bestaansperiode
Malo werd in de late jaren 60 opgericht onder de naam The Malibus en speelde voornamelijk soul en funk. De latin-invloeden kwamen pas nadat zanger Arcelio Garcia en gitarist Jorge Santana (de jongere broer van latin-rock-pionier Carlos) aan de bezetting werden toegevoegd. De naam Malo ontstond in 1970 bij een fusie met de band Naked Lunch.
In 1972 verscheen het titelloze debutalbum dat latin-klassiekers voortbracht als  Nena (in 1978 gecoverd door Massada. Massada coverde niet alleen, ook werd het nummer Oye Mama vriendelijk geleend, nette taal voor gepikt. Vergelijk dit nummer met Sageru. En, 1 en 1 is 3), Cafe en Suavacito; laatstgenoemd nummer, geschreven en gezongen door timbalesspeler Richard Bean haalde de 18e plaats in Amerikaanse hitlijsten en werd in 1999 een nog groter succes toen de band Sugar Ray het samplede op hun single Every Morning. 
Vlak daarna viel de oorspronkelijke bezetting door ruzie uiteen; Richard Bean en de latere Santana-percussionist Raul Rekow gingen verder in de latin-fusion-band Sapo. Jorge Santana begon een solocarrière. De albums die daarna volgden - Dos (1972), Evolution (1973) en Ascención (1974, opgenomen met Willie G. als invaller voor de zieke Garcia) - brachten geen nieuwe successen voort waardoor de band tijdelijk werd opgeheven.

### Heroprichting
Vanaf de jaren 80 verschenen er weer nieuwe albums van Malo; Malo V (1981),  
Coast To Coast (1986) en Señorita (1995) waarop Garcia werd bijgestaan door Martin Cantu. Daarna volgden drie live-albums; Latin Legends Live (1997, met de tijdgenoten van El Chicano en het daaruit voortgekomen Tierra), Rock The Rockies (1998, opgenomen in Pueblo, Colorado) en  Malo En Vivo (2005). Ondertussen had Cantu de band verlaten en was hij dominee geworden; Cantu nam met de latin-popband L-Rey (uitspraak El Rei) een gospelversie op van Suavecito onder de titel Jesucristo. 
Sinds maart 2017 staat Malo onder leiding van Richard Bean en Tony Menjivar; deze band speelt nummers van de eerste twee studio-albums en de laatste twee live-albums. Jorge Santana en Arcelio Garcia kwamen in 2020 plotseling te overlijden, respectievelijk op 14 mei en 10 augustus.   